# Kings of Poop
Kings of Poop är ett musikalbum av Tunnan och Moroten släppt September 2008. 

## Låtlista
1. "Klagomål på telefon" – 0:14
2. "Hata alla män (feat. Gudrun Schyman)" – 2:53
3. "Smaka käppen (ut och in)" – 1:56
4. "Sommar sol och bajs" – 2:03
5. "Tunnans bajskaffeservice" – 2:05
6. "Inget annat smakar bra" – 2:18
7. "Smaka analen på pridefestivalen (demo)" – 1:58
8. "Disco i dasset" – 2:05
9. "Jag vill ha bajs bajs bajs" – 1:59
10. "Dricka piss och åka hiss (Outgiven)" – 1:57
11. "Mange Skitkorv - Glassigt (live i tvättstugan)" – 5:12
12. "Tsr & Tunnan - Masturbating in the night (live 2007)" – 3:28
13. "Tunnan och Tompa - Revolution (Beatles cover)" – 2:03
14. "Tsr + Tunnan och Moroten - Kissotto" – 2:27
15. "Gävel - Bajs i Bastun (T&M Cover)" – 2:14
16. "Bajset är slut ;(" – 1:45